# Área metropolitana de Oshkosh-Neenah
El Área Estadística Metropolitana de Oshkosh–Neenah, WI MSA, como la denomina la Oficina de Administración y Presupuesto, es un Área Estadística Metropolitana centrada en las ciudades de Oshkosh y Neenah, que solo abarca el condado de Winnebago en el estado de Wisconsin, Estados Unidos. Su población según el censo de 2010 es de 166.994 habitantes, convirtiéndola en la 238.º área metropolitana más poblada de los Estados Unidos.

## Área Estadística Metropolitana Combinada
El área metropolitana de Oshkosh–Neenah es parte del Área Estadística Metropolitana Combinada de Appleton-Oshkosh–Neenah, WI CSA junto con el Área Estadística Metropolitana de Appleton, WI MSA; totalizando 392.660 habitantes en un área de 4.196 km².

## Comunidades
Ciudades, villas y pueblos
| - Algoma - Appleton (parcialmente) - Black Wolf - Clayton - Menasha - Menasha - Neenah - Neenah - Nekimi - Nepeuskun - Omro | - Omro - Oshkosh - Oshkosh - Poygan - Rushford - Utica - Vinland - Winchester - Winneconne - Winneconne - Wolf River |

Lugares no incorporados
- Butte des Morts
- Eureka
- Larsen
- Pickett
- Metz (parcialmente)
- Mikesville
- Minden
- Rush Lake
- Waukau
- Winchester
- Winnebago